# Liane Carroll
Pour les articles homonymes, voir Carroll.
Liane Carroll, née le 9 février 1964 à Londres, est une chanteuse, pianiste et claviériste britannique de jazz.

## Biographie
Liane Carroll est née dans une famille dont les parents sont des chanteurs semi-professionnels. Elle commence à apprendre le piano à l'âge de trois ans,, et à composer à huit ans. Elle est professionnelle depuis l'âge de 15 ans,.
En 1998, elle rejoint le groupe Moiré Music de Trevor Watts et fait une tournée à l'étranger avec lui. Elle travaille aussi dans divers groupes avec, entre autres, Gerry Rafferty, Jerry Donahue et Long John Baldry.
Elle forme son propre trio et enregistre pour Jazz Art, Bridge et Ronnie Scott's Jazz House.
De 1996 à 2002, elle travaille avec le chanteur-compositeur-guitariste Peter Kirtley (en), avec qui elle compose de nombreuses chansons. Ils sont apparus ensemble sur un single caritatif pour les enfants des rues brésiliens, sur lequel le choriste de Liane Carroll est Paul McCartney,.
À partir de 1996, elle signe chez Hospital Records. En 2003, elle fait une tournée internationale avec un groupe formé par le propriétaire de Hospital Records, Tony Colman, et joue au Festival brésilien de musique de danse électro à Brasília. Au début des années 2000, elle enregistre pour le label Splash Point, publiant une série d'enregistrements qui embrassent le jazz, le R&B et la tradition des auteurs-compositeurs-interprètes. À partir de 2005, elle décide de se concentrer sur son travail de jazz.
En 2013, elle est l'invitée de l' émission comique d'Alex Horne (en) sur BBC Radio 4, Alex Horne Presents the Horne Section,.
Liane Carroll a travaillé avec de nombreux artistes comme Paul McCartney, Gerry Rafferty  et Ladysmith Black Mambazo. Elle a également joué en tant que chanteuse principale et claviériste Wurlitzer pour le groupe de batterie et de basse London Elektricity. Elle est une interprète régulière du Ronnie Scott's Jazz Club et du 606 Club (en) de Londres.
Liane Carroll enseigne également dans des écoles de jazz au Royaume-Uni et en Europe et anime également des ateliers.

## Critiques
Le critique de jazz Dave Gelly (en) de The Observer l'a décrite comme « l'une des pianistes les plus flexibles sur le plan stylistique, avec une voix chantante merveilleuse et légèrement rauque ». Selon John Fordham de The Guardian, elle est « une interprète puissante et influencée par l'âme avec un athlétisme d'improvisation à la Ella Fitzgerald et une franchise émotionnelle sur les ballades ». Peter Quinn de Jazzwise (en) écrit : « Liane Carroll a cette capacité rare de fusionner une technique vocale et de piano sans effort, souvent transcendante, avec une émotion qui arrête le cœur et un pouvoir porteur d'âme ». Nick Hasted de The Independent dit qu'elle est « peu connue ce qui est frustrant » et la qualifie de « l'une des chanteuses les plus émotionnellement viscérales et accomplies de Grande-Bretagne ».
Ses cinq albums depuis 2009 ont chacun reçu des critiques quatre étoiles dans The Guardian ou The Observer.

## Récompenses et distinctions
- 2005 : deux prix aux BBC Jazz Awards (en) : Best Vocalist et Best of Jazz[15],[16].
- 2006 : Marston Pedigree (en) Jazz Award du meilleur chanteur[4].
- Le 13 mai 2008, le député Andy Burnham, alors secrétaire d'État à la Culture, aux Médias et au Sport, lui remet le prix 2008 du musicien de jazz de l'année aux Parliamentary Jazz Awards (en)[17],[18].
- Son album Up and Down remporte la catégorie Album de jazz de l'année aux Parliamentary Jazz Awards en mai 2012[19].
- 2016 : prix d'or de l'Académie britannique des auteurs-compositeurs (BASCA)[20].

## Discographie
Avec Dave Holdsworth-Liane Carroll Quartet
- 1990 : Ten Day Simon, album, Cadillac

En solo
- 1991 : That's Life (Liane Carroll et Roger Carey), Jazz Art
- 1995 : Clearly, Bridge
- 1997 : Dolly Bird, Ronnie Scott's Jazz House (live)
- 2002 : Son of Dolly Bird, Ronnie Scott's Jazz House (live)
- 2003 : Billy No Mates, Splash Point
- 2005 : Standard Issue, Splash Point
- 2007 : Slow Down,	Splash Point
- 2008 : Liane Live DVD, Splash Point
- 2008 : One Good Reason, Qnote, Universal Music
- 2008 : Break Even (avec John Etheridge), Dekkor
- 2008 : Best Standard Issue, SSG Entertainment
- 2009 : Live at the Lampie (avec Brian Kellock), Splash Point
- 2011 : Up and Down, Quietmoney, Proper Records
- 2013 : Ballads (en), Quietmoney, Proper Records
- 2015 : Seaside, Linn
- 2017 : The Right to Love,	Quietmoney, Proper Records

Avec London Elektricity
- 1999 : Pull the Plug,	Hospital
- 2003 : Billion Dollar Gravy, Hospital
- 2004 : Live Gravy (live DVD album), Hospital
- 2005 : Power Ballads,	Hospital
- 2006 : Medical History, Hospital,	MP3 album
- 2008 : Syncopated City, Hospital,	LP
- 2015 : Are We There Yet?,	Hospital, LP

PTH Projects featuring Liane Carroll
- 2006 : Pretend Paradise, Wah Wah 45s
- 2007 : Pretend Paradise (remix), Wah Wah 45s

Chris Garrick et John Etheridge avec Liane Carroll
- 2013 : When The World Stopped For Snow, Flying Blue Whale Records

Compilation
- 2010 : Hospital Accapellas, Hospital